# The Best & More 2001〜2022
『The Best & More 2001〜2022』（ザ・ベスト・アンド・モア 2001～2022）は、CHEMISTRY4枚目のベスト・アルバム。2022年2月16日に発売。発売元はソニー・ミュージックアソシエイテッドレコーズ。

## 解説
ベスト・アルバムとしては、2019年の『はじめてのCHEMISTRY』より約3年ぶりとなる。
本作は2021年にデビュー20周年を迎えた記念として連続配信された初期の楽曲をリメイクした楽曲の5曲に原曲となった5曲を含めた10曲に加え、堂珍嘉邦と川畑要の二人がそれぞれ選曲した楽曲を収録したCD2枚組とBlu-ray Discを加えた初回盤とCD2枚のみの通常盤の2形態で発売がなされる。

## 本作についてのコメント
それぞれ以下のようにコメントを寄せている。
川畑要
僕たちCHEMISTRYの初期にリリースした代表曲の5曲をリメイクしたものを収録しています。5曲ともトラックの制作者が異なっているので、5色の異なる色を持った仕上がりになっていますね。オリジナルとリメイクを聴き比べても同じ曲を歌っているはずなのに、全く違う表情を見せている所が面白い所ですし、5曲全てのボーカルを新録音し直し、今のCHEMISTRYを吹き込んだものに仕上げているので、オリジナルでの僕たちのボーカルと、リメイクでのボーカルとでの違いを感じて貰えると思います。
堂珍嘉邦
今回のベスト・アルバムはCHEMISTRYのデビュー20周年を記念する形で、｢20年と言う節目にベスト・アルバムを出したい｣と言う思いがありまして、実を言うと楽曲のセレクトにかなり苦労を要しまして、あまり変に凝り固まって考えずに自然に僕自身が｢この曲は収録したい｣と直感した曲を選び出していったら、5周年の時の『ALL THE BEST』と10周年の時の『CHEMISTRY 2001-2011』に収録した楽曲と重複してしまったりして、流石に同じ曲ばかりを入れてしまうのは良くないかなと思って、その辺りはかなり悩み抜きました。
今回収録されたものは、僕や要が選んだ楽曲以外にも、昨年の10月～12月に掛けて配信限定でリリースしたCHEMISTRYの代表曲のリメイク版とオリジナル版で、それぞれ5曲ずつの計10曲に加えて、初回限定盤には20周年ツアーの第1章、第2章、第3章全てのライブの模様を収録したBlu-rayを付属したりと、CHEMISTRYの今の姿を見せよう、伝えようと意気込んで制作にあたりました。
今回、リメイクするにあたって、origami PRODUCTIONSの皆さんとタッグを組ませていただいて制作していますが、デビュー以降、20年にも渡って歌い続けてきた中でボーカリストとしての成長や変化が様々あったなと思ってます。20年にも及ぶ活動を経た今、デビュー間もない頃にヒットした5曲を今のCHEMISTRYとしてのスタイルや声を新たに吹き込みたいと思い立ち、5曲全ての楽曲のボーカルを新録音するに至りました。
トラックのリアレンジについてはorigami PRODUCTIONSの皆さんに｢思うままにお願いします。｣と頼んだだけで、大方は皆さんそれぞれのスタイルに一任させていただく形を取りました。

## 楽曲解説
終わらない詩 feat.麗奈
本楽曲は本作のボーナストラックとして書き下ろされた楽曲であり、シンガーソングライターの麗奈とのコラボレーションとなる。
本作は松尾潔がトータルプロデュースを務め、数々の楽曲の提供、プロデュースを手掛けてきたケンカイヨシを迎え、フォーキーな1面を持つソウルナンバーとして仕上げられた。ハッピーなもの、みんなで手を叩いて歌えるような楽曲にしたいということは決めてあり、どんな楽曲にしようかと松尾と話をしていく中で、コード感やサウンド感に90年代の雰囲気があり、楽しい歌の雰囲気を持った楽曲のほうが、CHEMISTRYが麗奈と一緒にやる意味があるという思いで制作された。
本楽曲について麗奈は｢昨今の幾度にも渡るコロナ禍に見舞われて、以前とは生活の様式が変わってしまってしんどい時間を過ごすことを余儀なくされ、困難な状況に身を置かれている中であっても、『ここで終わりじゃない、むしろここから今が始まっていくんだ』と言う想いを込めた曲ですね。特にその想いを詰め込んだ歌詞に注視してほしい所ですね｣と語っており、川畑要は｢世代を問わず、誰しもが口ずさめられる曲に仕上がったので、楽しんで聴いて貰えれば幸いです。僕自身も歌っていて楽しくなってくる曲ですね。同時に麗奈さんと3人で音楽を通してメッセージを伝えていくと言う指名に回帰したと言う気持ちにもなるような曲ですね。コロナ禍にあるこの時代になったからこそ、より一層その気持ちは強くなっていますね。｣とコメントをしている。麗奈の印象については、堂珍は「歌声も存在感も、曇りのないピュアな印象。清涼飲料水みたい」と語り、川畑は「地元が鹿児島と聞いて、自分も父が鹿児島出身なので、共通点があって嬉しかった」と親近感を覚えており、CHEMISTRYについて麗奈は「テレビ画面の中のアーティストというイメージ。スタジオに入ってくる姿も、アーティストのオーラがキラキラしていた」と語っている。

## 収録曲

### CD

#### Disc.1
The origami SESSIONS
1. PIECES OF A DREAM feat.mabanua
作詞：麻生哲朗 / 作曲：藤本和則 / 編曲：mabanua
1作目の配信限定シングルおよび、1stシングルの新録音
2. Point of No Return feat.関口シンゴ
作詞：麻生哲朗 / 作曲：藤本和則 / 編曲：関口シンゴ
2作目の配信限定シングルおよび、2ndシングルの新録音
3. You Go Your Way feat.Shingo Suzuki
作詞：小山内舞 / 作曲：豊島吉宏 / 編曲：Shingo Suzuki
3作目の配信限定シングルおよび、3rdシングルの新録音
4. 君をさがしてた feat.Michael Kaneko,Hiro-a-key
作詞・作曲:KAWAGUCHI DAISUKE / 編曲：Michael Kaneko、Hiro-a-key
4作目の配信限定シングルおよび、4thシングルの新録音
5. My Gift to You feat.Kan Sano,Hiro-a-key
作詞：小山内舞 and S.O.S. / 作曲・back ground vocal：S.O.S. / 編曲：Kan Sano、Hiro-a-key
5作目の配信限定シングルおよび、7thシングルの新録音

The Original TRACKS
1. My Gift to You
編曲：和田昌哉 and S.O.S.
オリジナル7thシングル
2. 君をさがしてた 〜New Jersey United〜
編曲：Jack Russell・Natalie Wilson・土肥真生
オリジナル4thシングル
3. You Go Your Way
編曲：豊島吉宏
オリジナル3rdシングル
4. Point of No Return
編曲：藤本和則
オリジナル2ndシングル
5. PIECES OF A DREAM
編曲：藤本和則 / ヴォーカル・アレンジ：和田昌哉・藤本和則
オリジナル1stシングル

#### Disc.2
The Chosen One
【selected by 堂珍嘉邦】
1. いとしい人
作詞: 堂珍嘉邦 / 作曲・編曲: SPANOVA
11thシングルおよび、3rdアルバム『One×One』収録曲
2. チャイム
作詞：堂珍嘉邦 / 作曲：保刈久明 / 編曲：山本隆二
コンセプト・アルバム『Hot Chemistry』収録曲
3. RAINBOW
作詞：堂珍嘉邦、横田はるな / 作曲：原田アツシ / 編曲：ケイコ・リー
堂珍嘉邦×ケイコ・リー名義
コンセプト・アルバム『the CHEMISTRY joint album』収録曲
4. Life goes on ～side D～
作詞・作曲：川畑要、堂珍嘉邦、谷口尚久 / 編曲：谷口尚久
24thシングル
5. サイレント・ナイト
作詞：松尾潔, Shusui, 磯貝サイモン, Ryo ‘LEFTY’ Miyata / 作曲：Shusui, 磯貝サイモン, Ryo ‘LEFTY’ Miyata / 編曲：ケンカイヨシ
8thアルバム『CHEMISTRY』収録曲

【selected by 川畑要】
1. SUPERSTAR
作詞：L.L BROTHERS 作曲：川畑要、谷口尚久 編曲：今井了介
CHEMISTRY × 布袋寅泰名義
コンセプト・アルバム『the CHEMISTRY joint album』収録曲
2. NONONO
作詞・作曲・編曲：竹本健一
7thアルバム『Trinity』収録曲
3. 砂の扉
作詞：渡邊亜希子 作曲：大智、宮崎誠 編曲：松浦晃久
5thアルバム『Face to Face』収録曲
4. 数えきれない夜をくぐって
作詞：松尾潔 / 作曲：川口大輔 / 編曲：和田昌哉
8thアルバム『CHEMISTRY』収録曲
5. for...
作詞：渡邉亜希子、作曲：James Jones・Delious kennedy・Jason Pennock・Kack Kuggell、編曲：安部潤
4thアルバム『fo(u)r』収録曲

【bonus track】
1. 終わらない詩 feat. 麗奈
作詞：松尾潔、ケンカイヨシ　作曲・編曲：ケンカイヨシ
新曲

### Blu-ray Disc
CHEMISTRY 20th anniversary Tour 第一章 「The Way We Are 2021」
1. オープニング　第一章ライブ 2021
2. Intro-lude 〜The Way We Are〜
3. 合鍵
4. PIECES OF A DREAM
5. 愛しすぎて
6. Point of No Return
7. C'EST LA VIE
8. FLOATIN'
9. It Takes Two
10. Let's Get Together Now
11. You Go Your Way
12. Rewind
13. 君をさがしてた 〜The Wedding Song〜
14. Motherland
15. TWO

CHEMISTRY 20th anniversary Tour 第二章 FC limited LIVE 「CHEMI×CHEMI 2021」
1. オープニング　第二章ライブ 2021
2. MOVE ON
3. 空の奇跡
4. Wings of Words
5. Still Walking
6. 明治チェルシーの唄
7. 君のキス
8. for...
9. mirage in blue
10. You Go Your Way (LOONY TUNE Remix)
11. もしも
12. Shawty
13. キスからはじめよう
14. PIECES OF A DREAM
15. Us

CHEMISTRY 20th anniversary Tour 第三章 「This is CHEMISTRY」
1. オープニング　第三章ライブ 2021
2. ユメノツヅキ
3. Get Together Again
4. Heaven Only Knows
5. Keep Your Love
6. 遠影
7. This Night
8. 最期の川
9. almost in love
10. キミがいる
11. Now or Never
12. So in Vain
13. BACK TOGETHER AGAIN
14. Two As One
15. Let's Get Together Now
16. 月夜
17. 君をさがしてた
18. My Gift to You
19. You Go Your Way
20. Point of No Return
21. PIECES OF A DREAM